# Coll de la Batalla (Escorca)
El Coll de la Batalla és una collada que es troba prop del monestir de Lluc, al terme municipal d'Escorca, a Mallorca, entre el puig de les Covasses i la moleta de Massanella. El coll es troba al tram final de la carretera Ma-2130, a la intersecció amb la Ma-10. Actualment hi ha un restaurant i una gasolinera. Des d'aquest indret parteixen camins que duen al Massanella, al puig d'en Galileu i a les possessions de les Figueroles i Alcanella, entre d'altres.